# Fernando Romboli
Fernando Romboli (nacido el 4 de enero de 1989) es un tenista brasilero profesional.

## Carrera
Habitualmente compite en el circuito ATP Challenger Series y Futures de la ITF. Su ranking individual más alto fue el N.º 236 alcanzado el 20 de junio de 2011. Mientras que en dobles llegó hasta el N.º 153 el 19 de marzo de 2012.
Hasta el momento ha obtenido 5 títulos de la categoría ATP Challenger Series, todos ellos fueron en la modalidad de dobles.
Tras un control antidopaje, realizado el 11 de julio de 2012, en el Challenger de Bogotá, la muestra del brasileño contenía Furosemida e Hidroclorotiazida -dos sustancias prohibidas según el reglamento de la ITF-, razón por la cual se decretó que Romboli había violado el artículo 2.1 del reglamento antidopaje.
Al respecto, el jugador declaró que todo se debió a un complemento contaminado (en la farmacia), el cual había sido dado por un doctor y, de paso, negó que hubiese tenido intenciones de sacar ventajas deportivas. En su apelación, el tenista sudamericano contó con el apoyo de la Confederación Brasileña de Tenis (CBT) y de la Academia EGA, que es donde entrena.
Una vez analizada la defensa de Fernando Romboli, la ITF estableció que el jugador cumplía con los requisitos del artículo 10.4 del Programa Antidopaje y, junto a eso, consideró que el accionar de Romboli no era una gran falta y que tampoco había negligencia.
Así las cosas, se fijó una suspensión de ocho meses y medio, la cual comenzó con efecto retroactivo el 1 de septiembre de 2012 -momento en el cual Romboli aceptó una sanción provisoria- y terminó la medianoche del 15 de mayo. Además de eso, se le descontaron los puntos y premios obtenidos en el Challenger de Bogotá.
En cuanto a la reacción de Fernando Romboli, el brasileño emitió un comunicado en el cual asegura que está "muy tranquilo y que no se siente avergonzado, dado que se comprobó su inocencia".
En marzo del año 2014 y formando dupla junto al venezolano Roberto Maytín se coronaron campeones del torneo de dobles del Challenger de Salinas 2014, al derrotar en la final al boliviano Hugo Dellien y al argentino Eduardo Schwank por 6-3, 6-4, en partido que duró una hora y fue el encuentro que abrió la jornada final del XIX Abierto Internacional de Salinas Challenger ATP 2014. Maytín y Romboli no tuvieron problemas para vencer a sus rivales, en partido que sin duda alguna fue el mejor y más rápido que se jugó en esta semana, ganando todos sus partidos en dos sets, superando a duplas mejor clasificadas, entre los primeros favoritos, los colombianos Nicolás Barrientos y Carlos Salamanca. Un quiebre en cada set hizo la diferencia para que el venezolano y el brasileño alzaran los trofeos que los acreditan como los nuevos campeones de Salinas.

## Títulos ATP (2; 0+2)

### Dobles (2)
| Leyenda                         |
| Grand Slam (0)                  |
| ATP Wourld Tour Finals (0)      |
| ATP Masters 1000 World Tour (0) |
| ATP World Tour 500 series (0)   |
| ATP World Tour 250 series (2)   |

| No. | Fecha               | Torneo  | Superficie    | Pareja               | Oponentes en la final            | Resultado |
| --- | ------------------- | ------- | ------------- | -------------------- | -------------------------------- | --------- |
| 1.  | 24 de julio de 2021 | Umag    | Tierra batida | David Vega Hernández | Tomislav Brkić Nikola Čačić      | 6-3, 7-5  |
| 2.  | 6 de abril de 2025  | Houston | Tierra batida | John-Patrick Smith   | Federico Gómez Santiago González | 6-1, 6-4  |

#### Finalista (1)
| No. | Fecha              | Torneo   | Superficie    | Pareja         | Oponentes en la final           | Resultado |
| --- | ------------------ | -------- | ------------- | -------------- | ------------------------------- | --------- |
| 1.  | 24 de mayo de 2025 | Hamburgo | Tierra batida | Andrés Molteni | Simone Bolelli Andrea Vavassori | 4-6, 0-6  |

## Títulos Challenger; 21 (1 + 20)
| Leyenda             | Individuales | Dobles |
| ------------------- | ------------ | ------ |
| ATP Challenger Tour | 1            | 20     |

### Individual
| N.º | Fecha      | Torneo             | Superficie    | Rival en la final | Resultado     |
| --- | ---------- | ------------------ | ------------- | ----------------- | ------------- |
| 1.  | 10.05.2015 | Challenger de Cali | Tierra batida | Giovanni Lapentti | 4-6, 6-3, 6-2 |

### Dobles
| N.º | Fecha                 | Torneo                      | Superficie    | Compañero                 | Oponentes en la final                | Resultado            |
| --- | --------------------- | --------------------------- | ------------- | ------------------------- | ------------------------------------ | -------------------- |
| 1.  | 10.04.2011            | Challenger de Recife        | Dura          | Giovanni Lapentti         | André Ghem Rodrigo Guidolin          | 6-2, 6-1             |
| 2.  | 08.01.2012            | Challenger de San Pablo     | Dura          | Júlio Silva               | Jozef Kovalík José Pereira           | 6-2, 6-3             |
| 3.  | 03.08.2013            | Challenger de San Pablo-3   | Tierra batida | Eduardo Schwank           | Marcelo Arévalo Nicolás Barrientos   | 6-7(6), 6-4, [10-8]  |
| 4.  | 16..11.2013           | Challenger de Lima          | Tierra        | Andrés Molteni            | Marcelo Demoliner Sergio Galdós      | 6-4, 6-4             |
| 5.  | 01.03.2014            | Challenger de Salinas       | Tierra batida | Roberto Maytín            | Hugo Dellien Eduardo Schwank         | 6-3, 6-4             |
| 6.  | 03.10.2015            | Challenger de Pereira       | Tierra batida | Andrés Molteni            | Marcelo Arévalo Juan Sebastián Gómez | 6-4, 7-6(12)         |
| 7.  | 11.11.2017            | Challenger de Montevideo    | Tierra batida | Romain Arneodo            | Ariel Behar Fabiano de Paula         | 2-6, 6-4, [10-8]     |
| 8.  | 24.02.2018            | Challenger de Morelos       | Dura          | Roberto Maytín            | Evan King Nathan Pasha               | 7-5, 6-3             |
| 9.  | 09.03.2019            | Challenger de Santiago      | Tierra batida | Franco Agamenone          | Facundo Argüello Martín Cuevas       | 7-6(5), 1-6, [10-6]  |
| 10. | 28.04.2019            | Challenger de Tallahassee   | Tierra batida | Roberto Maytín            | Thai-Son Kwiatkowski Noah Rubin      | 4-6, 6-3, [10-8]     |
| 11. | 28.04.2019            | Challenger de Savannah      | Tierra batida | Roberto Maytín            | Manuel Guinard Arthur Rinderknech    | 6-7(5), 6-4, [11-9]  |
| 12. | 07.07.2019            | Challenger de Ludwigshafen  | Tierra batida | Nathaniel Lammons         | Pedro Sousa João Domingues           | 7-6(4), 6-1          |
| 13. | 11.08.2019            | Challenger de Manerbio      | Tierra batida | Fabricio Neis             | Sadio Doumbia Fabien Reboul          | 6-4, 7-6(4)          |
| 14. | 23.04.2021            | Challenger de Salinas       | Dura          | Miguel Ángel Reyes Varela | Diego Hidalgo Skander Mansouri       | 7-5, 4-6, [10-2]     |
| 15. | 18.06.2022            | Challenger de Parma         | Tierra batida | Luciano Darderi           | Denys Molchanov Igor Zelenay         | 6-2, 6-3             |
| 16. | 25.06.2022            | Challenger de Milán         | Tierra batida | Luciano Darderi           | Diego Hidalgo Cristian Rodríguez     | 6-4, 2-6, [10-5]     |
| 17. | 15.07.2023            | Challenger de San Benedetto | Tierra batida | Marcelo Zormann           | Diego Hidalgo Cristian Rodríguez     | 6-3, 6-4             |
| 18. | 18.08.2023            | Challenger de Todi          | Tierra batida | Marcelo Zormann           | Román Andrés Burruchaga Orlando Luz  | 6-7(13), 6-4, [10-5] |
| 19. | 16.03.2024            | Challenger de Santiago      | Tierra batida | Marcelo Zormann           | Boris Arias Federico Zeballos        | 7-6(5), 6-4          |
| 20. | 26 de octubre de 2024 | Curitiba                    | Tierra batida | Matías Soto               | Karol Drzewiecki Piotr Matuszewski   | 7-6(5), 7-6(4)       |